# MASL
MASLは、アニメーション動画フォーマットの名称、またその実行環境である。
Memorymapped Animation Scenario Languageの略称で、本来の読み方はマスルだが、読みにくさや語感の似た言葉からマッスルと呼ばれることも多かった。
ファイルの拡張子は.msl。

## 概要
PC-9800シリーズ用フリーソフトとして、kuni-softのKUNIにより1994年2月6日にバージョン1.0が発表された。2020年9月現在の最新バージョンはver 1.4他力本願版。
後にX68000やFM-TOWNS、DOS/V、Windows　Mac等に実行環境が移植された。
本来の動作環境がPC-9800シリーズのため、画面解像度は最大640x400、色は4096色中16色に制限されていた。後に、256色対応のM-MASLも作られた。
再生するデータは1枚1枚手描きする場合が多かったため、テレビアニメから印象的なワンシーンを抜き出して模写し、サンプリングした音声と共に再生するデータが多数作られた。
また、キー入力を受け付けたり条件分岐の機能も持っており、簡単なゲームやサウンドノベル等も存在していた。
音声は、サウンドボードが接続されていればPCMで再生されるが、接続されていない場合やオプションで指定された場合、beep音で再生される。サウンドボードは86ボード、WindowsSoundSystem、SOUND BLASTER、サウンドボード2、サウンドオーケストラVに対応している。
作成時には、再生順や分岐などを記述したシナリオの.masファイル、グラフィックの.ak5ファイル、音声の.pknファイルを専用のツールで作成し、これらを最終的に統合したものが.mslファイルとなる。また逆に、.mslファイルを個々のデータに分割するツールも公開されている。
MASLは、対応している解像度や色数を見ての通り、PC-9800シリーズの仕様に合わせて作られたものであり、それ以外の機種では、それぞれの機種の特性に合わせた同種のアニメーション再生ソフトが作られた。例として、X68000用のPANIC、MSX用のTALKIE等が挙げられる。
Windowsの普及後は、実写取り込み動画の作成や再生が手軽にできるようになり、現在では新規のMASLデータが作成される機会はほとんど無くなっているが、一般のユーザーが手軽に絵を動かしたりインタラクティブ性を持った動画を作り公開するという点では、Adobe Flashをはじめとしたウェブブラウザー上で再生可能な各種オーサリングツールがその役割を担っていると見ることもできる。

## 代表的なMASLデータ

### 森ベンチ
実写取り込み画像の人の顔がBGMと共に画面内で動き回り、その1秒あたりの画面更新回数が「森：○○枚」と表示される。枚数の数字が大きいほど、MASL再生速度が速い。PC-9801の癖のあるグラフィック周辺アーキテクチャとそれに特化したチューニングがなされているMASLプレイヤーという性質から、PCの性能評価用としては客観的なものではないが、各種MASLデータを快適に（ないし作者の意図通りに）再生できる目安として、MASLデータのドキュメントに示されていたりする。